# スキアポデス

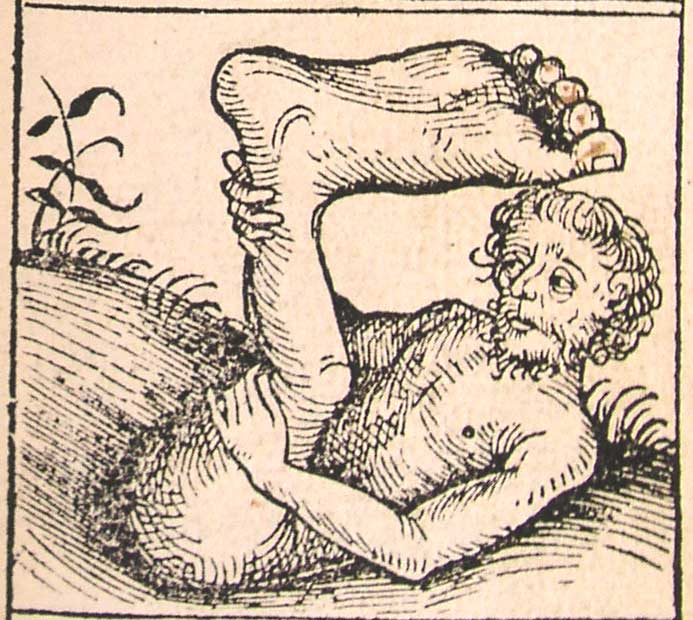
スキアポデス。『ニュルンベルク年代記』（1493年）より。

スキアポデス (sciapods, skiapods, skiapodes) またはモノコリ (Monocoli) は、一本足のドワーフに似た伝説上の生き物である。胴体の中心から一本の下肢が伸び、先が拡大して巨大な足となっている。「スキアポデス」という名前は、ギリシャ語のσκιαποδες（影足）に由来し、また、「モノコリ」はギリシャ語で「一本足の」を意味するμονοκωλοιに由来している。

## プリニウスの『博物誌』
スキアポデスはプリニウスの『博物誌』ではじめて紹介された。プリニウスは、スキアポデスと遭遇または目撃した旅行者の報告を紹介し、その話を記載した。
プリニウスによれば、スキアポデスについての最初の言及は、彼らをインドにいるとしたクテシアスによるものとされる。プリニウスは次のように記述している（『博物誌』7:2）
彼（クテシアス）は人間の別の種族についても述べている。この種族はモノコリという名で知られ、脚が一本しかないものの、しかし、驚くほど機敏に飛び跳ねることができる。同じ種族はスキアポダエとも呼ばれている。それは彼らは猛暑の時期に背中を下にして寝そべる習慣があり、足の影で日差しから身を守るためである。
スキアポデスの伝説は中世まで残り、セビリャのイシドールスが著書『語源』（"Etymologiae"）でこの奇妙な生き物について述べている。

## 起源
この伝説は、一本足で立って瞑想することもあるインドのヨーガ修行者（サドゥー）の実践を誤解したものから生じたと考えられる。また、熱帯地域特有の疾患（象皮病）とつながりがあるとも考えられる。

## 実際
過去から現在にいたる、地球におけるあらゆる既知の生活記録をみれば、一本足の生活様式や、一本足のように見える生活様式のケースがないわけではない。しかしながら、一脚の形に進化したヒトやヒトに近い種が実在した証拠はない。ヒトならびにヒトに似た種での一本足の実例としては、畸形および（あるいは）切断手術と関連したものが知られているだけである。歴史の上では一本足の人間の社会や種族の記録はない。

## 現代の文献と大衆文化

### 『ナルニア国ものがたり』
C・S・ルイスは子供向け空想小説シリーズ『ナルニア国ものがたり』の一作『朝びらき丸 東の海へ』でスキアポデスを登場させている。

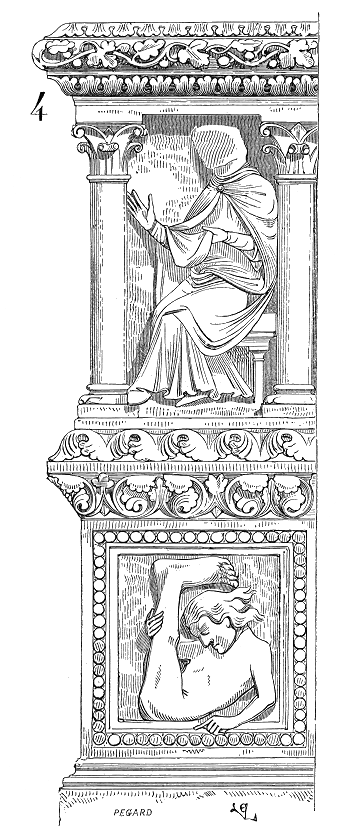
スキアポデスのレリーフ（下段）。サンスの大聖堂。

物語では、彼らはDuffer（間抜け）と呼ばれる一本足のドワーフの種族で、その監視を請け負う魔法使いコリアキンと一緒に極東の海のナルニア世界の果ての近くに浮かぶ小島に棲息している。彼らはもともとは二本足の普通のドワーフだったが、コリアキンから罰を受け、一本足に変えられてしまった。自分の外見のために（彼らは「醜くなった」と語る）、彼らは非常に不幸になり、そのため自分の姿を見えなくしてしまった。ルーシィ・ペベンシーが後に彼らの姿が再び見えるようにした。彼らは、ナルニアの船「朝びらき丸」が休息と補給のために島に寄港した際、船から下りてきた冒険者たちに（再）発見された。この船は東の果てを目指す探検の途中であり、発見の航海をしつつ、何年も前に同じように探検に出かけた昔のナルニア船を探していた。
コリアキンの島での役割についてのある種の誤解を解いたあと、ナルニア国の訪問者（と3人の20世紀中頃の英国の子供たち、エドマンド・ペベンシーとルーシィ・ペベンシーの兄妹とその従兄弟ユースチス・スクラブ）は、Dufferたちに水の上を進む方法を教えた。一本足のドワーフたちは、それぞれ自らの1個の巨大な靴の上で浮かびながら、小さなオールを使い、そして足からそっと水の上でジャンプして自分で漕ぎ回ることができるようになった。冒険者たちは島を去る前に、DufferをMonomod（一本足）と命名したが、彼らはその名前をごちゃ混ぜにしてしまい、Moneypud, Pomonod, Poddymonと言い合うが、最終的にDufflepudという名に落ち着いた。
Dufflepudは1本足である点を除いてはナルニアの他のドワーフ族と同じような姿であり、下肢は普通約3フィートで、その先端に巨大な足があり、ボート形の靴を履いている。眠るときは、彼らはそれぞれ背中を下にして足を空に突き上げる格好になり、足が一種の傘の役割を果たしている。離れたところから眺めるとマッシュルームのような形となる。ブライアン・シブリー著『ようこそナルニア国へ』(The Land of Narnia) によれば、ルイスは『ヘレフォード図』のイラストに基づいてDufflepudの姿を作ったのではないかとされている。

### 『バウドリーノ』でのスキアポデス
ウンベルト・エーコは小説『バウドリーノ』の中でスキアポデスをGavagaiという名前で登場させている。この生物の名前Gavagaiはウィラード・ヴァン・オーマン・クワインの翻訳の不確定性に言及したものである。